# 7665 Putignano
7665 Putignano este un asteroid din centura principală de asteroizi.

## Descriere
7665 Putignano este un asteroid din centura principală de asteroizi. A fost descoperit pe 11 octombrie 1994 la Colleverde de Vincenzo Silvano Casulli. El prezintă o orbită caracterizată de o semiaxă mare de 2,88 ua, o excentricitate de 0,05 și o înclinație de 3,2° în raport cu ecliptica.